# Aeropuerto Internacional de Pohnpei
El Aeropuerto Internacional de Pohnpei es el principal aeropuerto de los Estados Federados de Micronesia.

## Aerolíneas y destinos
| Aerolíneas           | Destinos |
| -------------------- | --- |
| Caroline Islands Air | Chárter: Chuuk, Enewetak, Kapingamarangi, Kosrae, Mwoakilloa Airfield, Nukuoro, Pingelap, Sapwuahfik, Mortlock Islands Airfield (Ta), Woleai, Yap |
| Nauru Airlines       | Koror, Majuro, Nauru, Tarawa |
| United Airlines      | Chuuk, Guam, Honolulu, Kosrae, Kwajalein, Majuro                                                                                                  |